# Lasianthus burmanicus
Lasianthus burmanicus är en måreväxtart som beskrevs av Mohan Gangopadhyay och Tapas Chakrabarty. Lasianthus burmanicus ingår i släktet Lasianthus och familjen måreväxter.
Artens utbredningsområde är Burma. Inga underarter finns listade i Catalogue of Life.